# Childeberto II
Childeberto II (570 – marzo 595) è stato un re franco della dinastia dei merovingi che, dal 575 fino alla sua morte, regnò sull'Austrasia e, dal 592, anche sulla Borgogna e sull'Aquitania.

## Origine
Era l'unico figlio maschio del re dei Franchi dell'Austrasia, Sigeberto I [il figlio quintogenito (il vescovo Gregorio di Tours (536 – 597) lo elenca come quarto figlio), del re dei Franchi Sali della dinastia merovingia, Clotario I e, sempre secondo Gregorio di Tours, della sua terza moglie, Ingonda, di cui non si conoscono gli ascendenti] e di Brunechilde, la figlia secondogenita del re dei visigoti Atanagildo e di Gosvinta dei Balti (?-589), molto probabilmente, figlia del re Amalarico, ultimo sovrano della dinastia dei Balti. I re di Neustria, Chilperico I, e di Borgogna, Gontrano, erano suoi zii.

## Biografia

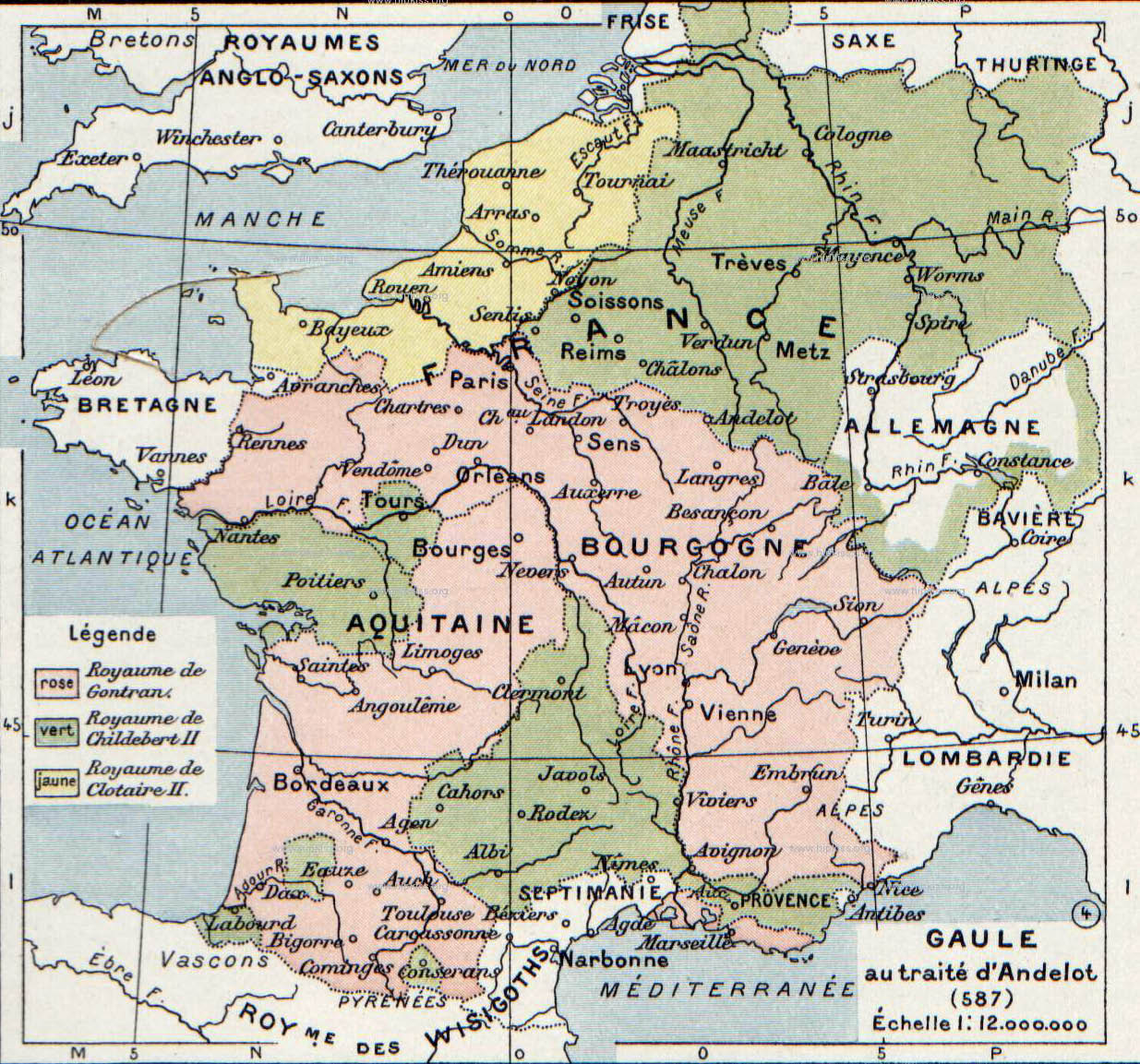
Il regno dei Franchi, nel 587.

Quando, nel 575, suo padre venne assassinato dai sicari di Fredegonda e la madre, fatta prigioniera da Chilperico I, fu portata come ostaggio a Rouen, Childeberto si trovava a Parigi; sempre secondo Gregorio di Tours e confermato anche dalle cronache del vescovo, Mario di Avenches fu portato in salvo dal fedele duca Gondobaldo che, portatolo a Metz, la capitale del regno di Austrasia, lo fece proclamare re e lo tenne sotto la sua tutela, proteggendolo.

### La reggenza di Brunechilde
Brunechilde, che, secondo Paolo Diacono, era reggente del regno di Austrasia per conto del figlioletto Childeberto II si ricongiunse al figlio ed esercitò la reggenza in suo nome. Con la sua politica accentratrice, tesa a limitare i poteri, i privilegi e le esenzioni degli aristocratici e del clero, Brunechilde si alienò il sostegno dei notabili austrasiani, che, forse sollecitati da Chilperico I e Fredegonda, cominciarono a chiedere di poter esercitare il potere per conto di Chidelberto II, arrivando a minacciare Brunechilde e a combattere contro le truppe lealiste. La loro rivolta venne domata solo grazie all'intervento di Gontrano, che, non avendo eredi, essendogli premorti tutti i figli, nel 577, a Pompierre, adottò suo nipote Childeberto II e, col successivo trattato di Andelot, del 28 novembre 587, dispose che alla sua morte gli succedesse come re di Burgundia, come conferma anche Fredegario che dice che Childeberto giunse ad Andelot con la madre la sorella e la moglie.

### Il suo regno

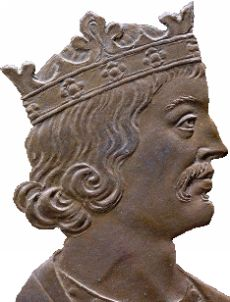
Ritratto di Childeberto II su medaglia bronzea, del 1720 circa di Jean Dassier (1676-1763).

Il primo trattato di Pompierre aveva causato l'ira della reggente di Neustria Fredegonda, la vedova di Chilperico I, che sperava che venisse adottato suo figlio, Clotario II. Allora Fredegonda tentò di destabilizzare l'Austrasia, appoggiando il tentativo di elevare a re d'Aquitania, Gundovaldo (figlio illegittimo del re dei Franchi Sali del nord dell'Austrasia e della Guascogna, della dinastia merovingia, Clotario I e di una sua concubina di cui non si conoscono né il nome né gli ascendenti), che richiamato da Costantinopoli, fu riconosciuto re da tutti i duchi della zona; ma Gontrano e Childeberto II reagirono intervenendo coi propri eserciti e dopo varie vicissitudini Gundovaldo fu assediato in un paesino di una valle dei Pirenei, Cominges, catturato e giustiziato.
Childeberto II intrattenne anche relazioni diplomatiche con l'impero bizantino e, nel 584, discese in Italia e combatté per l'imperatore Maurizio contro i Longobardi (585).
Pochi anni dopo, tornò in Italia e proprio in quel periodo, per migliorare i rapporti tra i due regni, il re dei Longobardi, Autari, propose il fidanzamento con sua sorella, Clodesinde. Childeberto accettò, ma poi considerando che I Visigoti si erano convertiti al cattolicesimo, preferì fidanzare Clodesinde con il loro re, Recaredo I.
In quello stesso periodo, Childeberto dovette difendersi dalle pretese della nobiltà ed eliminò tutti i suoi avversari più pericolosi, tra cui il duca Magnovaldo, invitato nel palazzo reale, mentre assisteva a scene di caccia da una finestra, fu decapitato e defenestrato
Assieme all'ormai anziano Gontrano, di cui già esercitava la reggenza sul suo regno per motivi di salute, diedero il permesso al monaco irlandese san Colombano di fondare l'abbazia di Luxeuil ed altri due monasteri nel cuore dei Vosgi e a operare assieme ai suoi monaci nelle varie missioni e fondazioni in tutti i regni Franchi.
Alla morte di Gontrano (592), la Burgundia e la regione di Orléans passarono a Childeberto II, senza incontrare alcuna opposizione, e così i regni di Austrasia e Borgogna vennero unificati sotto la corona di Childeberto II.
Nell'ultimo periodo del suo regno, Childeberto entrò in rapporto con papa Gregorio Magno che gli chiese di intervenire per porre un limite alla simonia, molto diffusa nella chiesa francese e di ridurre l'interferenza della casa reale nell'elezione dei vescovi.
Childeberto, nel 595, morì insieme alla moglie, Faileuba, a quanto si dice, per avvelenamento ed, essendo i figli ancora minorenni, la reggenza di entrambi i regni venne affidata alla regina madre, Brunechilde, che divise i regni tra i due nipoti: a Teodorico II, affidò la Borgogna, e a Teodeberto II, l'Austrasia.
Subito dopo la morte di Childeberto, Fredegonda occupò Parigi e i territori che questi aveva ricevuto alla morte del fratello Cariberto I.

## Matrimoni e discendenza
Childeberto era stato fidanzato con la figlia del duca di Baviera Garibaldo, Teodolinda, che poi sposò Autari.
Childeberto sposò Faileuba, che è citata sia da Gregorio di Tours, che da Fredegario, senza precisarne le ascendenze, da cui ebbe quattro figli:
- Teodeberto[20] (586-612), re di Austrasia
- Teodorico (587-613), re di Burgundia
- Teodila (ca. 588- dopo il 613), che dopo la sconfitta di suo nipote, Sigeberto II, nel 613, fu fatta prigioniera con la nonna, Brunechilde[21], e di lei non si ebbero più notizie
- un maschio (589-589), che secondo Gregorio di Tours, morì poco dopo essere stato partorito[22]

## Ascendenza
|                |   |          | Genitori                   |  |  | Nonni |  |  | Bisnonni   |  |  | Trisnonni    |  |
|                |   |          |                            |  |  |       |  |  | Clodoveo I |  |  | Childerico I |  |
|                |   |          |                            |  |  |       |  |  | Clodoveo I |  |  | Childerico I |  |
|                |   | Basina   |                            |  |  |       |  |  | Clodoveo I |  |  |              |  |
| Clotario I     |   |          |                            |  |  |       |  |  | Clodoveo I |  |  |              |  |
|                |   | Clotilde | Chilperico II dei Burgundi |  |  |       |  |  |            |  |  |              |  |
|                |   | Clotilde | Chilperico II dei Burgundi |  |  |       |  |  |            |  |  |              |  |
|                |   | Clotilde | …                          |  |  |       |  |  |            |  |  |              |  |
| Sigeberto I    |   | Clotilde |                            |  |  |       |  |  |            |  |  |              |  |
|                |   | …        | …                          |  |  |       |  |  |            |  |  |              |  |
|                |   | …        | …                          |  |  |       |  |  |            |  |  |              |  |
|                |   | …        | …                          |  |  |       |  |  |            |  |  |              |  |
| Ingonda        |   | …        |                            |  |  |       |  |  |            |  |  |              |  |
|                |   | …        | …                          |  |  |       |  |  |            |  |  |              |  |
|                |   | …        | …                          |  |  |       |  |  |            |  |  |              |  |
|                |   | …        | …                          |  |  |       |  |  |            |  |  |              |  |
| Childeberto II |   | …        |                            |  |  |       |  |  |            |  |  |              |  |
|                | … | …        |                            |  |  |       |  |  |            |  |  |              |  |
|                | … | …        |                            |  |  |       |  |  |            |  |  |              |  |
|                | … | …        |                            |  |  |       |  |  |            |  |  |              |  |
| Atanagildo     | … |          |                            |  |  |       |  |  |            |  |  |              |  |
|                |   | …        | …                          |  |  |       |  |  |            |  |  |              |  |
|                |   | …        | …                          |  |  |       |  |  |            |  |  |              |  |
|                |   | …        | …                          |  |  |       |  |  |            |  |  |              |  |
| Brunechilde    |   | …        |                            |  |  |       |  |  |            |  |  |              |  |
|                |   | …        | …                          |  |  |       |  |  |            |  |  |              |  |
|                |   | …        | …                          |  |  |       |  |  |            |  |  |              |  |
|                |   | …        | …                          |  |  |       |  |  |            |  |  |              |  |
| Gosvinta       |   | …        |                            |  |  |       |  |  |            |  |  |              |  |
|                |   | …        | …                          |  |  |       |  |  |            |  |  |              |  |
|                |   | …        | …                          |  |  |       |  |  |            |  |  |              |  |
|                |   | …        | …                          |  |  |       |  |  |            |  |  |              |  |
|                |   | …        |                            |  |  |       |  |  |            |  |  |              |  |

### Fonti primarie
- (LA)  Gregorio di Tours, Historia Francorum Testo disponibile su Wikisource.
- (LA)  Paolo Diacono, Historia Langobardorum Testo disponibile su Wikisource[collegamento interrotto].
- (LA)  Fredegario, FREDEGARII SCHOLASTICI CHRONICUM CUM SUIS CONTINUATORIBUS, SIVE APPENDIX AD SANCTI GREGORII EPISCOPI TURONENSIS HISTORIAM FRANCORUM .

### Letteratura storiografica
- Christian Pfister, La Gallia sotto i Franchi merovingi. Vicende storiche, in Storia del mondo medievale - Vol. I, Cambridge, Cambridge University Press, 1978,  pp. 688-711.
- Christian Pfister, La Gallia sotto i Franchi merovingi, istituzioni, in Storia del mondo medievale - Vol. I, Cambridge, Cambridge University Press, 1978,  pp. 712-742.
- Rafael Altamira, La Spagna sotto i visigoti, in Storia del mondo medievale - Vol. I, Cambridge, Cambridge University Press, 1978,  pp. 743-779.
- L.M. Hartmann, L'Italia sotto i Longobardi, in Storia del mondo medievale - Vol. I, Cambridge, Cambridge University Press, 1978,  pp. 780-809.
- L.M. Hartmann e W.H. Hutton, L'Italia e l'Africa imperiali: amministrazione. Gregorio Magno, in Storia del mondo medievale - Vol. I, Cambridge, Cambridge University Press, 1978,  pp. 810-853.